# 124
124 је била преступна година.

## Догађаји
- Цар Хадријан почиње обнову Олимпије у Атини.
- Антиноје постаје Хадријанов вољени сапутник на његовим путовањима кроз Римско царство.
- Током путовања у Грчку, Хадријан је инициран у древне обреде познате као Елеусинске мистерије.

### Јануар
- 1. јануар – Гај Белиције Торкват и Маније Ацилије Глабрион почињу годину као нови конзули, али су њих двојица смењени у априлу.

### Мај
- Аулус Ларције Мацедо, бивши гувернер Галатије; и Публије Дуценије Вер преузима дужност четири месеца као суфект конзула да наследи Белиција и Глабрија и служи до краја августа.

### Септембар
- Гај Валерије Север и Гај Јулије Гал смењују конзуле Ларција и Дуценија и служе до краја године.

## Смрти
- Марко Аније Вер, отац Марка Аурелија
- Нахапана, владар Скита
- Сикст I је изабран епископа Рима